# Surdoux
Surdoux is een gemeente in het Franse departement Haute-Vienne (regio Nouvelle-Aquitaine) en telt 43 inwoners (2009). De plaats maakt deel uit van het arrondissement Limoges.

## Geografie
De oppervlakte van Surdoux bedraagt 3,8 km², de bevolkingsdichtheid is dus 11,3 inwoners per km².
De onderstaande kaart toont de ligging van Surdoux met de belangrijkste infrastructuur en aangrenzende gemeenten.

## Demografie
Onderstaande figuur toont het verloop van het inwonertal (bron: INSEE-tellingen).